# Свазіленд на літніх Олімпійських іграх 2004
Есватіні брало участь у Літніх Олімпійських іграх 2004 року в Афінах (Греція), в сьомий раз за свою історію, але не завоював жодної медалі. Збірну країни представляла 1 жінка.